# Mitake (Gifu)
Mitake (jap. 御嵩町 Mitake-chō) – miasto w Japonii, na wyspie Honsiu, w prefekturze Gifu. Według danych na rok 2020 miejscowość zamieszkiwało 17 516 mieszkańców , a gęstość zaludnienia wyniosła 79,2 os./km².